# Bizmut(III)-jodid
| Bizmut(III)-jodid                                                                                               |                                                                    |
| |                                                                    |
| |                                                                    |
| |                                                                    |
| |                                                                    |
| IUPAC-név | Bizmut-trijodid Bizmut(III)-jodid                                  |
| Más nevek | Bizmut-jodid, bizmut-trijodid                                      |
| Kémiai azonosítók                                                                                               |                                                                    |
| CAS-szám | 7787-64-6                                                          |
| PubChem | 111042                                                             |
| ChemSpider | 21172753                                                           |
| EINECS-szám | 232-127-4                                                          |
| SMILES | [I-].[I-].[I-].[BiH3+3]                                            |
| InChI | 1/Bi.3HI.3H/h;3*1H;;;/q+3;;;;;;/p-3/rBiH3.3HI/h1H3;3*1H/q+3;;;/p-3 |
| InChIKey | NIEMQBKCYCTFEI-PTUXOGIPSA-N                                        |
| UNII | BGX9X3FOLL                                                         |
| Kémiai és fizikai tulajdonságok                                                                                 |                                                                    |
| Kémiai képlet                                                                                                   | BiI3                                                               |
| Megjelenés | Zöldes-fekete kristály                                             |
| Sűrűség | 5.778 g/cm3                                                        |
| Olvadáspont | 408.6                                                              |
| Forráspont | 542                                                                |
| Oldhatóság | 50 g/100 mL ethanol 50 g/100 mL 2 M hydrochloric acid              |
| Mágneses szuszceptibilitás                                                                                      | −200.5·10−6 cm3/mol                                                |
| Kristályszerkezet                                                                                               |                                                                    |
| Kristályszerkezet                                                                                               | Trigonal, hR24                                                     |
| Tércsoport | R-3, No. 148                                                       |
| Veszélyek |                                                                    |
| NFPA 704 | 0 2 1                                                              |
| Rokon vegyületek                                                                                                |                                                                    |
| Azonos kation                                                                                                   | Bizmut(III)-fluorid Bizmut(III)-klorid                             |
| Azonos anion | Jód-nitrogén Foszfor-trijodid Antimon-trijodid                     |
| Ha másként nem jelöljük, az adatok az anyag standardállapotára (100 kPa) és 25 °C-os hőmérsékletre vonatkoznak. |                                                                    |

A bizmut(III)-jodid egy szervetlen vegyület, képlete BiI3. Ez a szürkésfekete "só" a bizmut és a jód reakciójának terméke, amely korábban a kvalitatív szervetlen analitikában a bizmut(III)-ionra jellemzőreakció termékként előfordult.
A bizmut(III)-jodid jellegzetes kristályszerkezetet vesz fel, a jodidcentrumok hexagonálisan legközelebb eső rácsot foglalják el, míg a bizmutcentrumok vagy egyáltalán nem, vagy az oktaéderes pozíció kétharmadát (rétegenként váltakozva). Éppen ezért úgy tekintünk rá, hogy a bizmut az összes oktaéderes lyuk egyharmadát foglalja el.

## Szintézis
A bizmut(III)-jodid jód és bizmutpor keverékének melegítésekor keletkezik:
2Bi + 3I² → 2BiI³
A BiI3 előállítható bizmut-oxid és vizes hidrogén-jodid reakciójával is:
Bi2O3 (sz) + 6HI (f) → 2BiI3 (sz) + 3H2O (f)

## Reakciók
Mivel a bizmut(III)-jodid vízben oldhatatlan, egy vizes oldat Bi3+ ionok jelenléte kimutatható egy jodidforrás, például kálium-jodid hozzáadásával. A bizmut(III)-jodid fekete csapadéka pozitív tesztet jelez.
A bizmut(III)-jodid halogenid donorok jelenlétében melegítve jód-bizmut(III) anionokat képez:
2 NaI + BiI3 → Na2[BiI5]
A bizmut(III)-jodid katalizálja a Mukaiyama aldolreakciót . A Bi(III)-at karbonilvegyületek Barbier-típusú allilezésében is használják redukálószerekkel közösen, például cinkkel vagy magnéziummal.

## Fordítás
- Ez a szócikk részben vagy egészben  a   Bismuth(III) iodide című angol Wikipédia-szócikk ezen változatának fordításán alapul.  Az eredeti cikk szerkesztőit annak laptörténete sorolja fel. Ez a jelzés csupán a megfogalmazás eredetét és a szerzői jogokat jelzi, nem szolgál a cikkben szereplő információk forrásmegjelöléseként.